# Fanghista
Il tecnico fanghista (Mud Engineer) è una professione presente nei pozzi d'estrazione degli idrocarburi e si occupa della preparazione e del pompaggio del fango di perforazione da immettere nei pozzi. 
Essendo responsabile del servizio fanghi deve provvedere al corretto funzionamento chimico e fisico dei fluidi di perforazione, quindi deve eseguire analisi di tipo chimico e fisico per accertare le qualità del fluido ed adattarle alle caratteristiche della perforazione, delle formazioni attraversate e saper dare pronta risposta ai problemi riscontrati. Inoltre provvede alla supervisione della movimentazione e utilizzazione dei prodotti chimici per il confezionamento del fango. Intrattiene relazioni con la committente durante tutto il processo della perforazione di un pozzo sia con i rappresentanti in cantiere sia con i responsabili in ufficio. Provvede alla compilazioni di rapporti tecnici, giornalieri, di fase e di fine pozzo. Utilizza software di idraulica per l'accertamento del corretto lavoro dei fluidi di perforazione.
Supervisiona e fornisce le necessarie istruzioni al personale che utilizza i prodotti secondo le più avanzate politiche di Health & Safety. Compila direttamente documenti riguardanti le norme di qualità ISO 9000, 18000 e 24000. Ha il compito di monitorare lo stato del magazzino di cantiere e provvedere per tempo all'ordine dei materiali necessari per l'esecuzione delle operazioni senza arrecare alcun ritardo nello svolgimento delle stesse, tenendo conto dei limiti dei mezzi di trasporto che provvedono alla movimentazioni dei materiali dalle basi alle sedi di cantiere (camion, navi da rinfuse secche e liquide, elicotteri).